# Torello de Poppi
Torello de Poppi (Poppi, 16 mars 1202 - Poppi, 16 mars 1282) est un ermite florentin reconnu bienheureux par l'Église catholique.

## Biographie
Torello naît à Poppi, un village toscan, de Paolo Torelli et Lucrezia. En 1220, à l'âge de 18 ans, il fait la rencontre de deux jeunes hommes à la vie dépravée puis d'une femme qui devient sa maîtresse ; sa conduite fait scandale tant sa vie est dissolue. À 20 ans, alors qu'il joue aux dés avec ses amis à l'ombre d'un arbre, un coq perché à proximité s'envole soudainement et se pose sur son épaule où il chante trois fois avant de revenir à son endroit initial. Torello y voit un parallèle avec le reniement de Pierre et décide de changer de vie, il se rend à l'église de san Fedele auprès de l'abbé Rinaldo, de l'ordre de Vallombreuse, pour se confesser puis se retire dans une grotte à un kilomètre de Poppi. Là, pendant environ soixante ans, il mène une vie austère faite de prière et de jeûne, ne mangeant que du pain et de l'eau et dormant seulement trois heures par nuit sur le sol nu.
Parmi ses fiorettis, la plus célèbre est celle des loups qui infestaient la région : alors que Torello est déjà âgé, les habitants de Poppi et de ses environs sont terrifiés par une meute de loups. Un jour, une paysanne descend à la rivière pour laver ses vêtements ; pendant ce temps, elle laisse derrière elle son fils unique de trois ans, mais un loup caché prend le petit garçon dans sa gueule et s'enfuit. La mère essaie de poursuivre la bête qui se dirige dans les bois. C'est là que l'animal tombe sur l'ermite qui, sans montrer aucune crainte, lui ordonne de coucher le bébé par terre et de l'abandonner ; la bête devient docile et obéit immédiatement puis part au fond de la forêt. Après un moment, la mère arrive et constate qu'il n'y aucune marque de crocs.
Torello meurt le 16 mars 1282, âgé de 80 ans. Vers la fin du XVe siècle, il est l'objet de controverses entre les vallombrosiens et les franciscains. Chacun prétendant que Torello avait appartenu à leur ordre. Les prétentions des vallombrosiens étaient fondées sur les relations incontestées entre Torello et l'abbé de San Fedele ; celle des franciscains se basaient uniquement sur le fait que Torello avait vécu avec une robe de bure et mené une vie semblable aux premiers franciscains. Il semble cependant que Torello n'ait appartenu à aucun de ces deux instituts religieux, bien que, comme mentionné ci-dessus, il était proche des Vallombrosiens de la ville de Poppi. Le culte de Torello est confirmé par le pape Benoît XIV.